# Кизлартау
Кизлартау (c башкир. букв. «девичья гора») — гора в Кугарчинском районе Башкортостана. У впадения в Иртюбяк реки Мряушля.
У подножия находятся селения Сиксанбаево, Старо-Альмясово. В 12 км — райцентр Мраково.